# Karel Kolský
Karel Kolský (né le 21 septembre 1914 à Kročehlavy (quartier de Kladno) en Autriche-Hongrie, aujourd'hui en République tchèque et mort le 17 février 1984) était un joueur et entraîneur de football tchécoslovaque.

## Biographie

### Club
Il débute par jouer dans le club local de son quartier, le SK Kročehlavy.
Il débute véritablement sa carrière en 1935 dans le grand club de sa ville, le SK Kladno où il reste jusqu'en 1937.
Il joue par la suite dans l'une des plus grandes équipes du pays, le Sparta Prague de 1937 à 1948, et part ensuite finir sa carrière au club du Sparta Úpice entre 1948 et 1951.

### International
Il évolue en tout pendant 15 matchs sous les couleurs de l'équipe de Tchécoslovaquie entre 1937 et 1948.
Il participe à la coupe du monde 1938 en France, où son équipe parvient jusqu'en quarts-de-finale.

### Entraîneur
Après sa retraite de joueur, il entame une carrière d'entraîneur, tout d'abord au Dukla Prague de 1951 à 1958.
Il prend également les rênes de l'équipe tchécoslovaque une première fois en 1956, puis en 1958 où il prend part à la coupe du monde 1958, où son équipe ne passe pas le 1er tour.
Il entraîne ensuite son ancien club, le Sparta Prague entre 1959 et 1963. Il part ensuite en Pologne pour s'occuper du Wisla Cracovie pendant une saison.
Il part entraîner le Zbrojovka Brno de 1965 à 1967, puis le LIAZ Jablonec de 1967 à 1969, et enfin le Škoda Plzeň pour une année.
En 1970, il reprend la tête du Sparta pour une saison jusqu'en 1971. Il termine sa carrière d'entraîneur dans les années 1970 tout d'abord au SONP Kladno (un autre de ses anciens clubs) puis au RH Cheb de 1976 à 1978.